# Papurana daemeli
Espèce
Synonymes
- Hylorana daemeli Steindachner, 1868
- Hylarana daemeli (Steindachner, 1868)
- Rana daemeli (Steindachner, 1868)
- Hylarana nebulosa Macleay, 1878
- Hyla nobilis De Vis, 1884
- Rana novae-britanniae Werner, 1894

Statut de conservation UICN

 LC  : Préoccupation mineure
Papurana daemeli est une espèce d'amphibiens de la famille des Ranidae. Elle est la seule espèce de la famille des Ranidae vivant en Australie.

## Répartition
Cette espèce se rencontre entre le niveau de la mer et 1 000 m d'altitude., :
- en Australie dans le nord du Queensland ainsi que dans la Terre d'Arnhem dans le nord-est du Territoire du Nord, ce qui représente 158 500 km2 ;
- en Papouasie-Nouvelle-Guinée en Nouvelle-Guinée orientale, en Nouvelle-Bretagne et en Nouvelle-Hanovre ;
- en Indonésie en Nouvelle-Guinée occidentale et dans les îles Yapen.

## Étymologie
Cette espèce est nommée en l'honneur d'Edward Dämel (1821-1900).

## Publication originale
- Steindachner, 1868 : Über eine neue Hylorana-Art von Cap-York in Australien. Sitzungsberichte der Kaiserlichen Akademie der Wissenschaften, Mathematisch-Naturwissenschaftliche Classe, vol. 57, p. 532-536 (texte intégral).